# Chli Sustenhorn
Chli Sustenhorn – szczyt w Alpach Berneńskich, części Alp Zachodnich. Leży w Szwajcarii na granicy kantonów Uri i Berno. Należy do pasma Alp Urneńskich. Można go zdobyć ze schroniska Voralphütte (2126 m) lub Tierberglihütte (2795 m).